# هارالد يوليوس فون بوس
هارالد يوليوس فون بوس (بالروسية: Боссе, Гаральд Андреевич)‏ (و. 1812 – 1894 م) هو مهندس معماري من الإمبراطورية الروسية . ولد في ريغا .
توفي في دريسدن .

## أعمال بارزة
من أهم أعماله:
- Russian Orthodox Church.